# Municipio de Colonia Lavalleja
Colonia Lavalleja es uno de los seis municipios del departamento de Salto, Uruguay. Tiene como cabecera a la localidad de Migliaro.

## Ubicación
El municipio se encuentra localizado en la zona norte del departamento de Salto, entre los ríos Arapey Grande y Arapey Chico. Limita al norte con el departamento de Artigas, al este con el municipio de Mataojo, al sur con el municipio de Rincón de Valentín y al suroeste con el municipio de Constitución.

## Características
El municipio de Colonia Lavalleja fue creado por Ley N.º 18.653 del 15 de marzo de 2010, y forma parte del departamento de Salto. Su territorio comprende los distritos electorales JEA y JEB de ese departamento.
Forman parte del municipio las siguientes localidades:
- Migliaro
- Las Flores
- La Bolsa
- Lluveras
- Ferreira
- Olivera
- Russo
- Cuchilla del Guaviyú
- Guaviyú de Arapey

## Autoridades
La autoridad del municipio es el Concejo Municipal, compuesto por el Alcalde y cuatro Concejales.
Alcaldes según período:
| Nº | Alcalde                  | Partido             | Inicio del mandato      | Fin del mandato         | Observaciones   | Concejales                                                                           |
| -- | ------------------------ | ------------------- | ----------------------- | ----------------------- | --------------- | ------------------------------------------------------------------------------------ |
| 1  | Wilson Sena              | Frente Amplio FA    | 9 de julio de 2010      | 8 de julio de 2015      | Alcalde elegido |                                                                                      |
| 2  | Diego Henderson Trindade | Frente Amplio FA    | 9 de julio de 2015      | 26 de noviembre de 2020 | Alcalde elegido | Wilson Sena (FA) Santurio Silveira (PC) Humberto Machado (PC) Antonio Henderson (PN) |
| 3  | Antonio Luzardo Tejeira  | Partido Nacional PN | 27 de noviembre de 2020 | 2025                    | Alcalde elegido | Sandra Lagos (FA) Antonio Henderson (PN) Wilson Sena (PC) Ricardo Alpuy (PC)         |